# Fisklösen (Leksands socken, Dalarna, 674595-147492)
Fisklösen är en sjö i Leksands kommun i Dalarna och ingår i Dalälvens huvudavrinningsområde. Sjön har en area på 0,0659 kvadratkilometer och ligger 342 meter över havet.

## Delavrinningsområde
Fisklösen ingår i det delavrinningsområde (674780-147247) som SMHI kallar för Inloppet i Risåstjärnen. Medelhöjden är 337 meter över havet och ytan är 14,81 kvadratkilometer. Det finns inga avrinningsområden uppströms utan avrinningsområdet är högsta punkten. Faluån (Säpptjärnsån) som avvattnar avrinningsområdet har biflödesordning 3, vilket innebär att vattnet flödar genom totalt 3 vattendrag innan det når havet efter 265 kilometer. Avrinningsområdet består mestadels av skog (80 procent) och sankmarker (12 procent). Avrinningsområdet har 0,04 kvadratkilometer vattenytor vilket ger det en sjöprocent på 0,2 procent.